# بوبلين
البوبلين (بالإنجليزية: Poplin)‏، ويسمى أيضاً التابينت، وهو قماش قوي من حياكة السادة من أي نوع خيط أو خامة، وله خطوط عريضة عادة تعطي شكلاً مقلمًا لسطح القماش.
البوبلين عادة يتكون من الحرير يكون كخيط سدى والصوف كخيط لحمة. ويكون خيط اللحمة أثخن من خيط السدى مما يؤدي إلى إعطاء مظهر سطح مخدد، وتعطي أيضاً عمقًا ونعومة للسطح الحريري. وحالياً يصنع هذا القماش من الصوف أو الحرير أو القطن أو رايون أو أي مزيج منهم.
البوبلين يستعمل في صناعة الملابس وتنجيد المفروشات. وتكون مشكّلة من خيوط لحمة خشنة باستعمال حياكة السادة وعدد خيوط السدى ضعف أو أكثر من عدد خيوط اللحمة في وحدة الطول. القمصان المصنوعة من هذه الأقمشة سهلة الكي ولا تتجعد بسهولة.
كلمة بوبلين أتت من كلمة بابلينو papelino، وهو قماش صنع في مدينة أفينيون في فرنسا في القرن الخامس عشر الميلادي، سميت على اسم البابوية (البابا) المقيم هناك. وكان القماش يصنع عادة من الحرير، في ذلك الوقت.
ظل البوبلين مستعملاً حتى القرن العشرين وكان مصنوعاً من الحرير أو القطن أو من الصوف الثقيل الوزن للملابس الشتوية. البوبلين كان قماشًا للمفروشات شائع الاستخدام في ذلك الوقت.

## معرض صور

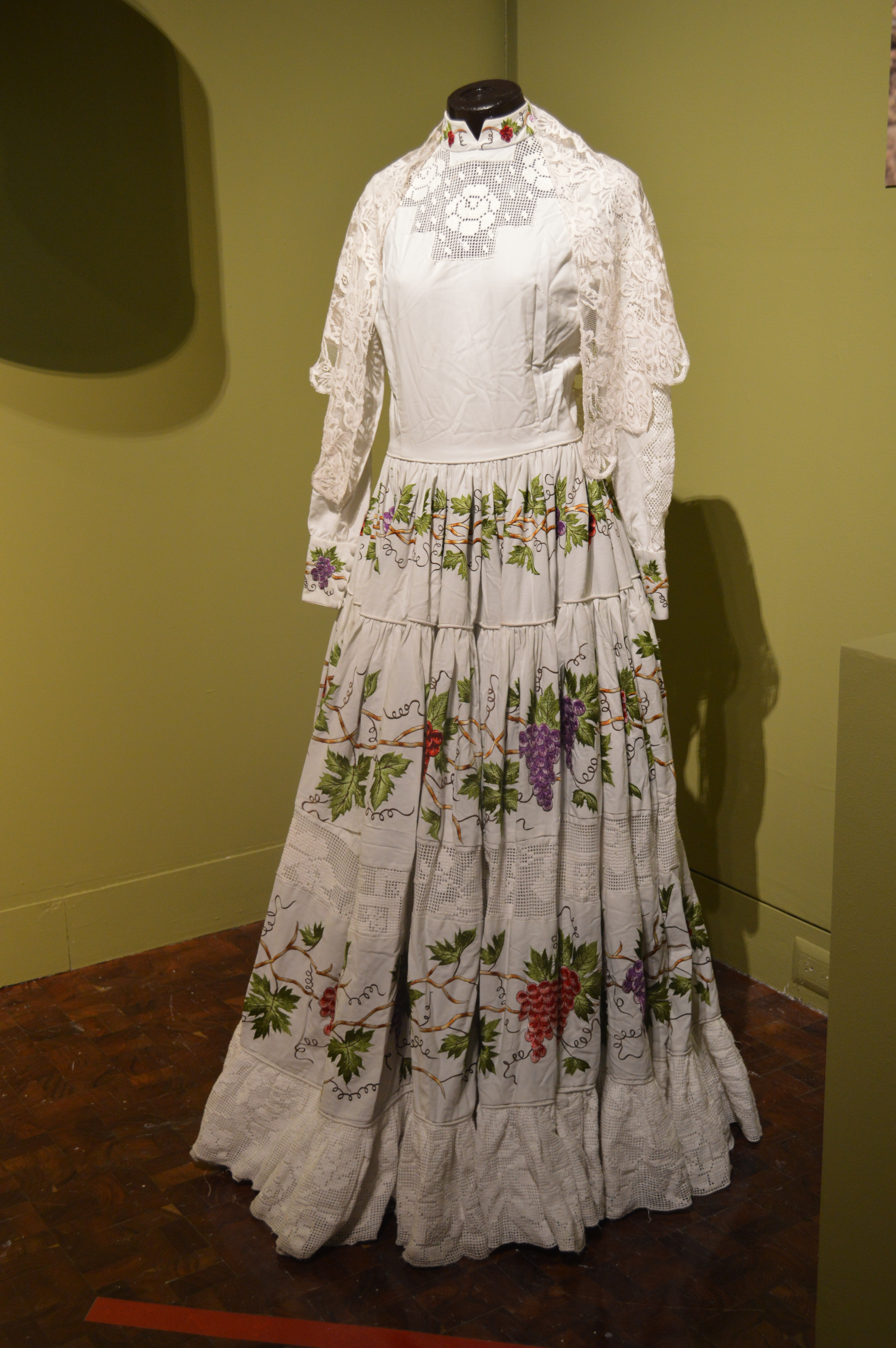
فستان من البوبلين.

## طالع المزيد
- منسج دوبي
- قماش بنغالين
- قماش شالي
- قماش باكرام
- تركيب نسيجي
- نسيج سادة